# Лялі їдуть далі
«Лялі їдуть далі» (англ. Drive-Away Dolls) — американський комедійний роуд-фільм 2024 року режисера Ітана Коена. Коен написав сценарій разом зі своєю дружиною Трішою Кук; вони також виступили продюсерами фільму разом з Робертом Графом, Тімом Беваном і Еріком Фелнером з Working Title Films. У головних ролях: Марґарет Кволлі та Джеральдін Вісванатан.

## Синопсис
У пошуках нового початку, Джеймі та Меріан вирушають у подорож до Таллахассі. Все швидко йде шкереберть, коли вони перетинаються з групою недолугих злочинців.

## Акторський склад
| Актор                 | Роль                |
| --------------------- | ------------------- |
| Марґарет Кволлі       | Джеймі              |
| Джеральдін Вісванатан | Меріан              |
| Біані Фельдштейн      | Сукі                |
| Колман Домінго        | Шеф                 |
| Педро Паскаль         | Сантос              |
| Метт Деймон           | сенатор Гарі Ченнел |
| Білл Кемп             | Курлі               |
| Джої Слотнік          | Арлісс              |
| Майлі Сайрус          | камео               |

## Виробництво

### Розробка та кастинг
Ітан Коен і його дружина Тріша Кук вперше запропонували ідею фільму своїй подрузі Еллісон Андерс під час різдвяних канікул у Сан-Франциско на початку 2000-х. Фільм був анонсований у січні 2007 року під робочою назвою «Drive-Away Dykes», а Андерс була призначена режисером. За словами Коена, тон фільму був схожий на експлуатаційні романтичні кінокартини початку 1970-х, які він дивився у підлітковому віці. Сельма Блер, Холлі Хантер, Крістіна Епплгейт і Хлоя Севіньї були серед тих, хто був призначений на головні ролі на різних етапах препродакшну. У квітні 2022 року повідомлялося, що Коен буде режисером фільму. Продюсерами фільму виступили Коен, Тріша Кук, Роберт Граф і керівники Working Title Films Тім Беван і Ерік Феллнер. У серпні 2022 року до акторського складу приєдналися Марґарет Кволлі та Джеральдін Вісванатан. У вересні до акторського складу доєдналася Біані Фельдштейн. У квітні 2023 року стала відома назва фільму — «Лялі їдуть далі», а акторський склад поповнили Педро Паскаль, Колман Домінго, Білл Кемп і Метт Деймон.

### Зйомки
Зйомки розпочалися в серпні 2022 року в Піттсбурзі, оператором виступив Арі Вегнер. Зйомки також проходили в селищі Гоупвелл, округ Бівер, штат Пенсільванія, і в Лоуренсі, округ Вашингтон, штат Пенсільванія, у жовтні 2022 року.

## Випуск
Прем'єра відбулася 22 лютого 2024 року в Австралії, з подальшим випуском у Сполучених Штатах наступного дня. Спочатку фільм мав вийти 22 вересня 2023 року, але був відкладений через страйк SAG-AFTRA 2023 року. Прем'єра фільму у Великій Британії запланована на 15 березня 2024 року.